# Heteronemiidae
Famille
Les Heteronemiidae (hétéronémiidés) sont une famille d’insectes de l’ordre des Phasmida (phasmes) et de l'infra-ordre des Areolatae. 

## Taxinomie
Dans certaines classifications, cette famille ne comporte qu'une sous-famille : celle des Heteronemiinae.